# بينينسيولا مانيلا
بينينسيولا مانيلا (بالعامية مانيلا بن أو مانيلا بينينسيولا)، وهو فندق 5 نجوم في الفلبين. ويقع على زاوية جادة أيالا وجادة ماكاتي في مقاطعة ماكاتي. هذا الفندق هو جزء من سلسلة مجموعة فنادق بينينسيولا التي مقرها في هونغ كونغ، وهو أول فندق من هذه السلسلة خارج الأراضي الصينية.

## روابط خارجية
- الموقع الرسمي